# Capo Berta
Capo Berta este o arie protejată (arie specială de conservare — SAC, sit de importanță comunitară — SCI) din Italia întinsă pe o suprafață de 38 ha, din care 1 % marine.

## Localizare
Centrul sitului Capo Berta este situat la coordonatele 43°53′42″N 8°04′30″E / 43.895°N 8.075°E.

## Înființare
Situl Capo Berta a fost declarat sit de importanță comunitară în iunie 1995 pentru a proteja 13 specii de animale. Situl a fost protejat și ca arie specială de conservare în aprilie 2017.

## Biodiversitate
Situată în ecoregiunea mediteraneană, aria protejată conține 5 habitate naturale: Păduri de pin mediteraneene cu pini mezogeni endemici, Formațiuni scunde de Euphorbia în apropierea falezelor, Faleze cu vegetație de Limonium spp. endemic de pe coastele mediteraneene, Recifuri, Pseudostepă cu ierburi și specii anuale de Thero-Brachypodietea.
La baza desemnării sitului se află mai multe specii protejate:
- păsări (11): sticlete (Carduelis carduelis), florinte (Chloris chloris), cinteză (Fringilla coelebs), Larus argentatus, pescăruș-cu-cap-negru (Larus melanocephalus), pescăruș râzător (Larus ridibundus), Phalacrocorax carbo sinensis, aușel sprâncenat (Regulus ignicapilla), silvie cu cap negru (Sylvia atricapilla), silvie mediteraneană (Sylvia melanocephala), mierlă (Turdus merula)
- nevertebrate (2): fluturele auriu (Euphydryas aurinia), Euplagia quadripunctaria

Pe lângă speciile protejate, pe teritoriul sitului au mai fost identificate 5 specii de plante, 3 specii de nevertebrate, 1 specie de reptile.